# Top End

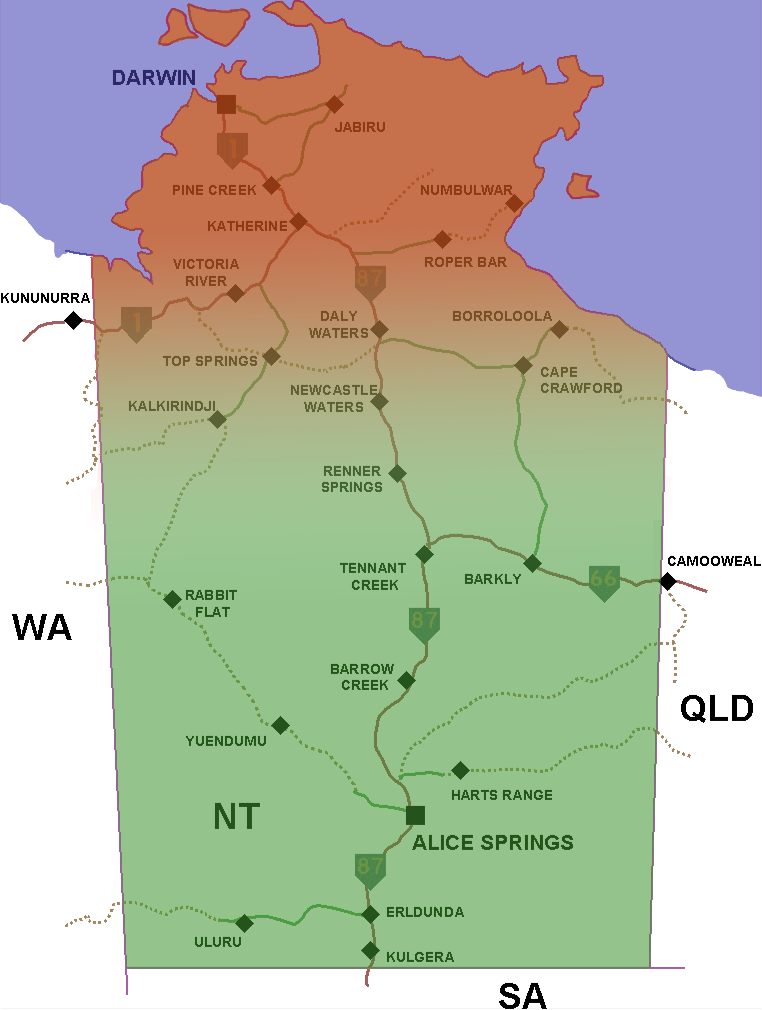
Mapa da localização aproximada.

O Top End (numa tradução para o português: extremidade superior) é o segundo ponto mais setentrional do continente australiano, superado apenas pela península do Cabo York. Cobre uma área de cerca de 400 000 quilômetros quadrados, é rodeado pelo mar em três lados e por um território semi-árido ao sul. É uma zona em forma de península conhecida por suas águas tropicais e pluralidade cultural.
O Top End é uma das terras pertencentes aos aborígenes australianos.